# Radjo Monk
Radjo Monk (* 1959 in Hainichen als Christian Heckel) ist ein Lyriker und Videokünstler.

## Leben
Monk besuchte die Polytechnische Oberschule in Hainichen, absolvierte danach eine Ausbildung an den Städtischen Bühnen in Karl-Marx-Stadt (heute Chemnitz) als Facharbeiter für Theatertechnik. Ab 1974 begann er zu schreiben, wurde zunächst gefördert, seine erfolgreiche Bewerbung am Literaturinstitut von 1984 wurde auf Anweisung des MfS jedoch annulliert.
Monk schrieb in den 1980er Jahren für verschiedene Untergrundpublikationen und Rockbands wie Peter Gläser, trat als Lyriker mit Musikern wie Erwin Stache in Clubs und Galerien auf und schlug sich mit verschiedenen Jobs durch. 
Nach 1989 veröffentlichte er mehrere Gedichtbände und arbeitete für Hörfunk und Bühne. Gemeinsam mit der Fotografin Edith Tar realisierte er seit 1988 zahlreiche Ausstellungen und künstlerische Projekte, die oft während ausgedehnter Reisen durch europäische Regionen entstanden.
Radjo Monk nahm am deutsch-polnischen Poesiefestival in Leipzig und Lublin teil und übersetzte Lyrik von Dominik Opolski für die deutsch-polnische Anthologie Lubliner Lift und wirkte an der Herausgabe der gleichnamigen CD mit.
Radjo Monk erhielt mehrfach Stipendien, zuletzt 2009 im Internationalen Künstlerhaus der Stadt München. Er ist Mitglied im Autorenkreis der Bundesrepublik Deutschland, im Schriftstellerverband der BRD, in der Autorenvereinigung ASSO Dresden und in der Literarischen Gesellschaft Thüringen. Radjo Monk lebt und arbeitet zusammen mit der Künstlerin Edith Tar.

## Werke

### Bücher
- Bavaria Yoga. Parapoetische Beiträge zur Erforschung der Gegenwart, Lyrik,  Herausgegeben von Edith Tar, 2010 Verlag mueckenschwein, Stralsund
- Luxusliner Deutschland, Herausgegeben von Edith Tar, 2010 Verlag mueckenschwein, Stralsund, ISBN 978-3-936311-73-0[5]
- Erwachen in Jerusalem, Lyrik, Verlag mueckenschwein, Stralsund, ISBN 978-3-936311-97-6
- Das Fallengesetz, nach dem gleichnamigen Theaterstück, Herausgegeben von Edith Tar, 2009 Verlag mueckenschwein, Stralsund, mit Illustrationen vom Autor, ISBN 978-3-936311-58-7[6]
- Orte & Worte, Lyrik[7]
- Blende 89, Tagebuch, Edition Büchergilde, 2005, ISBN 3936428468
- Die Spur des anderen, mit Edith Tar, Frisinga 1991
- Last minute, Passage, Fotos und Lyrik, zusammen mit Edith Tar, 2014
- Der Grüne Zweig, Lyrik, zweisprachig deutsch-polnisch, übersetzt von Artur Chlewinski, Dziela Lubelskiej, Lublin 2011
- Wir sind das Volk, zusammen mit Edith Tar: Eine atmosphärische Rekonstruktion zur friedlichen Revolution in der DDR vom September 1989 bis März 1990, Passage-Verlag, Leipzig 2014, ISBN 978-3-95415-030-4

### Ausstellungen/Beteiligungen mit Edith Tar
- ich fisch, Leipzig, Galerie im Unihochhaus, 1988
- Hochzeit mit dem Brot, Köln, Galerie Kaos, 1988
- Ich will bei lebendigem Leibe alles sehen …, Leipzig, Galerie P, 1989
- Ich will bei lebendigem Leibe alles sehen …, Hannover, Galerie Linden, 1989
- Mein Leipzig lob ich mir …, Leipzig, Kino Capitol innerhalb der Int. Dokfilmwoche, 1989
- Imago Die, Saarbrücken, Galerie der VHS, 1989
- Fotodokumente zum Herbst 89, Kloster Walberberg, Veranstaltung des British Council, 1990
- Zeichen & Wunder, Berlin (West), Galerie MultiKultur, 1990
- Die Spur des Anderen, Leipzig, Galerie Pikante, 1991
- Glasgow (UK), Royal Concert Hall: the revolution table, 1991
- Die Spur des Anderen, Hainburg (A), NÖ Donaufestival, 1992
- memento vivere, Leipzig, Tagebaulandschaft, Öko-Performance, 1992
- Kriegsspiel oder die weiße Fahne, München, Aspekte - Galerie Gasteig, 1993
- Ex Voto, Dublin (IR), Guinness Hop Store Gallery, 1993
- Der Revolutionstisch – Eine Soziale Plastik, Leipzig, Galerie im Turm, 1994[8]
- Wurzeln Europas / Griechenland, Leipzig, Galerie im Turm, 1995
- Wurzeln Europas / Israel, Leipzig, Alte Nikolaischule, 1996
- Licht: Bilder, Bonn, Wissenschaftszentrum, 1997
- autre monde, Castres (F), MJC, 1997
- Erwachen in Jerusalem, Feldafing, Kunstverein, 1997
- Der Gral – ein mentaler Trafo, Leipzig, Aula der Alten Nikolaischule, 1997
- Terra Sancta, Dresden, Sächsischer Landtag, 1998
- o.T., St. Colombe (F), 1998
- Wurzeln Europas, Puivert (F), Musée du Quercorb, 1998
- Existenzschmuggler, Innsbruck (A), Fotoforum West, 1998
- Der Revolutionstisch - Eine Soziale Plastik, Leipzig/Hauptbahnhof, 1999
- Tage des Skorpion, Leipzig, Regierungspräsidium, 1999
- Der Gral – ein mentaler Trafo, Grimma, Klosterkirche, 1999
- Ausstellung innerhalb des Internationales DOK-Filmfestival Leipzig, 1999
- Wir sind das Volk, New York (USA), Goetheinstitut, UN-Mission of Germany, Generalkonsulat der BRD, 1999
- Im Licht blättern, Kaditzsch, Studiogalerie, 2000
- Küsse in Arenal, Stuttgart, Galerie Schurr, 2002
- o.T., Leipzig, Galerie Artco, 2002
- sit down, Mannheim, Galerie Artec Nr. 1, 2003
- Cappuccetto Rosso I, Kaditzsch, Studiogalerie, 2003
- Cappuccetto Rosso II, Grimma, Klosterkirche, 2003
- Nelly in Weimar, Saarbrücken, Saarländisches Künstlerhaus, 2004
- Thee Rips, Gstaad (CH), Galerie Wandelbar, 2004
- Mare Nostrum, Berlin, Fotogalerie Friedrichshain, 2004
- friendly fire, Tutzing, Galerie Kunstraum, 2005
- Projekt Blende 89 mit Filmaufführung, Lesung und Podiumsgesprächen, 2007
- Heinrich-Heine-Haus, Paris / Lyceum, Versailles und St.Germain (F), 2007
- Filmaufführungen in Linz (A), Deutsch-Österreichische Gesellschaft, 2008
- Projekt Blende 89, Linz (A), Kulturhauptstadt Europas, Wels, Kremsmünster, 2009
- Wir sind das Volk - Blende 89, Sorge, Landhaus Weichelt, 2009
- Leipzig Spinnereistraße, Kunstraum Halle 14, 2009
- Der Revolutionstisch, Fotoausstellung und Filmaufführung Baden-Baden, Galerie Frank Pages, 2009
- 1. Internationale Demokratiekonferenz Leipzig, Gewandhaus, 2009
- Uraufführung des Videofilmes Der Revolutionstisch – Eine Soziale Plastik, 2009
- Uraufführung Next Stop New York, Bremerhaven, Medienfestival 2009
- Tete Malkutach, Arona, Teneriffa (ES), 2009
- Wir sind das Volk, Klütz, Literaturhaus Uwe Johnson, Film.
- Der Revolutionstisch - Eine Soziale Plastik, Hainichen, Rathaus, Festsaal, Film, 2010
- Der Revolutionstisch - Eine Soziale Plastik, Weimar Kommunales Kino Mon Ami, Film, 2010
- Der Revolutionstisch - Eine Soziale Plastik, Leipzig, Galerie des BBKL, Film, 2010
- Der Revolutionstisch - Eine Soziale Plastik, Berlin, Konrad-Adenauer-Stiftung, Konferenz des Autorenkreises der Bundesrepublik, 2010
- Seine Rettung geschah aber folgendermaßen …, Wemding, KunstMuseum Donau-Ries, 2010
- Fotoarbeiten, Mannheim, UMM, 2011